# Dave Schultz
Dave Schultz (n. 6 iunie 1959, Palo Alto, California, SUA – d. 26 ianuarie 1996, Newtown Township⁠(d), Pennsylvania, SUA) a fost un luptător ce a reprezentat Statele Unite ale Americii, medaliat olimpic. A participat la o ediție a Jocurilor Olimpice (1984) în care a câștigat o medalie de aur.

## Participări
Lista de mai jos prezintă principalele competiții la care a participat Dave Schultz de-a lungul carierei.
- wrestling at the 1984 Summer Olympics – men's freestyle 74 kg[*]